# William Dennis Elcock
William Dennis Elcock (Regne Unit, 1910 - Londres, Anglaterra, 7 d'octubre de 1960) fou un filòleg romanista i professor universitari britànic, especialitzat en l'estudi de les llengües llatines i romàniques de França i del Pirineu. L'autor signava els seus escrits com a W. D. Elcock. Fou el cap de departament de la llengua francesa del Westfield College de Londres i catedràtic de filologia romànica i literatura francesa medieval de la Universitat de Londres des de 1947 fins al seu decés sobtat. Va ser tinent de l'exèrcit britànic durant la Segona Guerra Mundial.
Els seus estudis sobre literatura francesa clàssica el conduïren a interessar-se per l'occità i altres llengües vernacles de la República francesa. Introduí el concepte de comparança morfològica i etimològica en l'àmbit acadèmic de la filologia romànica del Regne Unit, fent evidents els punts en comú i les diferències que existeixen entre les parles de la Romània que estudià. En aquest sentit, investigà en el camp de la conservació i sonorització de les consonants oclusives sordes en el gascó i en l'aragonès, com també sobre altres fenòmens fonètics característics de les llengües romàniques de la zona pirinenca.
Es graduà a la Universitat de Manchester el 1932 i es llicencià en lletres a la Universitat d'Edimburg el 1934. A la segona meitat de la dècada de 1930, feu diversos viatges pel sud de França i el nord d'Espanya, i s'interessà per les dues llengües romàniques que li havien despertat gran interès durant la seva època universitària: el gascó i l'aragonès. La seva tesi doctoral, defensada a la Universitat de Tolosa, fou De quelques affinités phonétiques entre l'aragonais et le béarnais. La seva tasca d'investigació fou molt sistemàtica i exhaustiva si es compara amb la d'altres filòlegs de la seva època; recopilà formes homòlogues d'un mateix terme de 15 o de fins a 25 localitats diferents a cada banda del Pirineu per després estudiar-les i treure'n conclusions de les seves diferències, sovint amb el suport de material gràfic, com mapes dels llocs on havia recopilat el terme per poder acotar les regions geogràfiques en les quals s'estenia cada tret fonètic d'estudi.

## Obres
Les seves obres inclouen:
- De quelques affinités phonétiques entre l'aragonais et le béarnais (1938) (en francès) [traduït al castellà: Algunas afinidades fonéticas entre el aragonés y el bearnés, Zaragoza: Prensas Universitarias de Zaragoza : Xordica Editorial, 2005]
- The enigma of the Lizard in aragonese dialect (1940) (en anglès)
- Toponimia menor en el Alto Aragón (1949) (en castellà)
- The evolution of -LL- in the aragonese dialect (1953) (en anglès)
- Placenames in the valley of Tena (Aragon) (1953) (en anglès)
- Le préfixe re- dans la toponymie pyrénéene (1954) (en francès)
- The Romance Languages (1960) (en anglès) [reeditat en anglès i traduït a l'italià: Le Lingue romanze L'Aquila: Japadre, 1975]
- Cómo se cazan las palabras. Artículos sobre el aragonés (1935-1958), [ed. de Óscar Latas Alegre], Aladrada, 2018 (en castellà)